# Манакин, Михаил Фёдорович
Михаил Фёдорович Манакин (1924—2009) — генерал-лейтенант Советской Армии, участник Великой Отечественной войны, Герой Советского Союза (1944).

## Биография
Михаил Манакин родился 12 ноября 1924 года в селе Дворцы (ныне — Дзержинский район Калужской области). После окончания семи классов школы и школы фабрично-заводского ученичества работал на заводе.
Во время Великой Отечественной войны, в начале октября 1941 года село Дворцы, где он жил, было оккупировано немцами. Скрывался от угона в Германию. С подходом Красной Армии в начале января 1942 года ушёл навстречу наступавшим войскам и встретив разведчиков, вызвался скрытно провести их в село, участвовал в захвате «языка». После этого в январе 1942 года был зачислен в Рабоче-крестьянскую Красную Армию.
Воевал на фронтах Великой Отечественной войны с 1942 года. В 1943 году он окончил курсы младших лейтенантов.
К сентябрю 1943 года гвардии лейтенант Михаил Манакин командовал взводом автоматчиков 32-го гвардейского стрелкового полка 12-й гвардейской стрелковой дивизии 61-й армии Центрального фронта. Отличился во время битвы за Днепр. В ночь с 28 на 29 сентября 1943 года взвод Манакина переправился через Днепр в районе деревни Глушец Лоевского района Гомельской области Белорусской ССР, после чего захватил и удерживал плацдарм на его западном берегу. Под руководством Манакина взвод отбил 3 немецких контратаки, уничтожив более 30 солдат и офицеров противника и продержавшись до переправы основных сил.
Указом Президиума Верховного Совета СССР от 15 января 1944 года за «образцовое выполнение боевых заданий командования на фронте борьбы с немецкими захватчиками и проявленные при этом мужество и героизм» гвардии лейтенант Михаил Манакин был удостоен высокого звания Героя Советского Союза с вручением ордена Ленина и медали «Золотая Звезда».
После окончания войны Манакин продолжил службу в Советской Армии. В 1949 году он окончил Высшую офицерскую школу, в 1955 году — Военную академию тыла и транспорта, в 1966 году — Военную академию Генерального штаба. Служил на высоких должностях в Управлениях тыла Группы советских войск в Германии и ряде советских военных округов. В 1988 году в звании генерал-лейтенанта Манакин был уволен в запас. Проживал в Москве. Скончался 24 марта 2009 года, похоронен на Троекуровском кладбище Москвы.
Почётный гражданин Калуги. Был также награждён орденами Октябрьской Революции, Красного Знамени, Отечественной войны 1-й степени, двумя орденами Отечественной войны 2-й степени, орденами Трудового Красного Знамени и «За службу Родине в Вооружённых Силах СССР» 3-й степени, рядом медалей.